# Mubama Kibwey
Yves Mubama Kibwey (Kinshasa, 9 giugno 1970) è un ex calciatore della Repubblica Democratica del Congo, di ruolo centrocampista.

## Carriera

### Club
Ha militato fino al 1990 al Viry-Châtillon. Nel 1990 si è trasferito al JA Saint-Ouen. Nel 1992 è stato acquistato dal Saint-Leu. Nel 1995 è passato al Muret. Nel 1998 è stato acquistato dal Châtellerault. Nella stagione 2000-2001 ha giocato al RCS La Chapelle-Saint-Luc, realizzando 21 reti in 32 presenze. Nel 2001 si è trasferito all'Académica. Nel 2002 è passato all'União Leiria. Nella stagione 2003-2004, dopo aver militato nel Maia senza collezionare alcuna presenza, si è trasferito all'Al-Shoalah. Nel 2004 ha firmato un contratto con il Châtellerault, con cui ha concluso la propria carriera nel 2006.

### Nazionale
Ha debuttato in Nazionale il 27 gennaio 2000, in Sudafrica-RD del Congo (1-0). Ha partecipato, con la Nazionale, alla Coppa d'Africa 2000. Ha collezionato in totale, con la maglia della Nazionale, una presenza.

## Statistiche

### Cronologia presenze e reti in Nazionale
| Cronologia completa delle presenze e delle reti in nazionale ― RD del Congo | Cronologia completa delle presenze e delle reti in nazionale ― RD del Congo | Cronologia completa delle presenze e delle reti in nazionale ― RD del Congo | Cronologia completa delle presenze e delle reti in nazionale ― RD del Congo | Cronologia completa delle presenze e delle reti in nazionale ― RD del Congo | Cronologia completa delle presenze e delle reti in nazionale ― RD del Congo | Cronologia completa delle presenze e delle reti in nazionale ― RD del Congo | Cronologia completa delle presenze e delle reti in nazionale ― RD del Congo |
| Data                                                                        | Città                                                                       | In casa                                                                     | Risultato                                                                   | Ospiti                                                                      | Competizione                                                                | Reti                                                                        | Note                                                                        |
| --------------------------------------------------------------------------- | --------------------------------------------------------------------------- | --------------------------------------------------------------------------- | --------------------------------------------------------------------------- | --------------------------------------------------------------------------- | --------------------------------------------------------------------------- | --------------------------------------------------------------------------- | --------------------------------------------------------------------------- |
| 27-01-2000                                                                  | Kumasi                                                                      | Sudafrica                                                                   | 1 – 0                                                                       | RD del Congo                                                                | Coppa d'Africa 2000                                                         | -                                                                           | 53’                                                                         |
| Totale                                                                      |                                                                             | Presenze                                                                    | 1                                                                           |                                                                             | Reti                                                                        | 0                                                                           |                                                                             |